# Sandro Sandri
Sandro Sandri (Codroipo, 16 dicembre 1895 – Fiume Azzurro, 13 dicembre 1937) è stato un giornalista, scrittore e militare italiano, veterano della prima guerra mondiale, dove venne decorato con una Medaglia d'argento al valor militare, dopo la fine del conflitto aderì al nascente movimento fascista.
Intrapresa la carriera di corrispondente di guerra, collaborò con varie testate giornalistiche tra cui Il Popolo d'Italia, La Stampa, La Nazione e La Tribuna, seguendo le operazioni di riconquista della Libia, la guerra d'Etiopia, la guerra civile spagnola e la seconda guerra sino-giapponese. Sandri venne decorato anche con due Medaglie di bronzo al valor militare.

## Biografia
Sandro Floreano Raimondo Sandri, più semplicemente conosciuto come Sandro Sandri, nacque a Codroipo il 16 dicembre 1895, ed era figlio del prof. Giacomo Sandri che era il direttore didattico inizialmente della cittadina friulana e poi a Menaggio, sul lago di Como e di Eleonora Borsetta. Al termine degli studi obbligatori Sandro andò a lavorare prima come cuoco a Lugano in Svizzera e poi, dopo aver provato da apprendista fabbro a Menaggio, trovò successivamente impiego in una cartiera a Dervio.
Dopo l'entrata in guerra del Regno d'Italia, avvenuta il 24 maggio 1915, si arruolò volontario nel Regio Esercito, partecipando alla grande guerra. Combatté come sergente nel Raggruppamento bombardieri e fu decorato di una Medaglia d'argento al valor militare durante le operazioni sul Monte Cucco nel maggio 1917.
Il 2 giugno 1918 si sposò a Milano con la bellagina Giuseppina Poletti da cui poi ebbe quattro figli: Silvia, Ettore Bruno, Anita e Maria Pia.
Nell'immediato dopoguerra fu tra i primi ad aderire al nascente movimento fascista, divenendo uno squadrista della prima ora dell'area milanese. Dopo la marcia su Roma intraprese la carriera di corrispondente di guerra, divenendo uno tra i giornalisti italiani più conosciuti dell'epoca. In quegli anni il prefetto Cesare Mori lo volle direttore del Corriere di Catania.

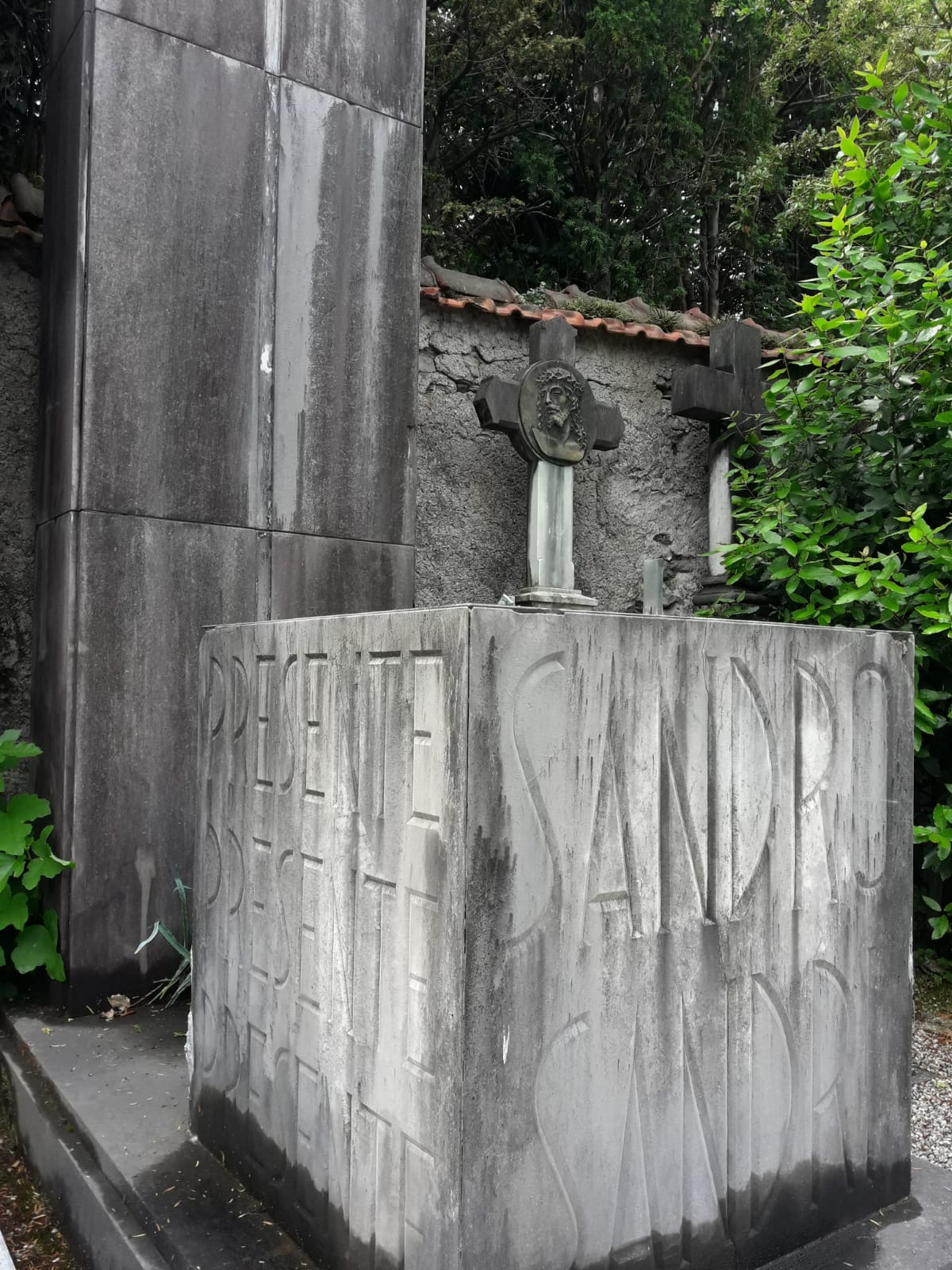
La tomba di Sandro Sandri a Bellagio

Come inviato partecipò alle battaglie per la pacificazione della Libia, dapprima inviato speciale de Il Popolo d'Italia, poi collaboratore de L'Azione coloniale, divenne poi tra il 1929 e il 1º aprile 1933 direttore e fondatore della rivista coloniale Cirenaica Nuova a Bengasi. Tra le sue opere che divennero celebri figurano in particolare due biografie dedicate una al generale Rodolfo Graziani e una al Duca Amedeo d'Aosta.
Inviato de La Stampa e de La Nazione sul fronte somalo durante la guerra d'Etiopia, ricevette la Medaglia di bronzo al valor militare sul campo per aver partecipato alla presa di Neghelli. Fu Direttore del quotidiano di Mogadiscio Somalia Fascista nel periodo delle operazioni.
Con Marcello Orano, Sandri ha scritto il racconto coloniale Marrabo da cui è stato tratto il film Sentinelle di bronzo uscito nel 1937.
Nel 1937 fu inviato per il quotidiano La Stampa di Torino, dapprima in Spagna a seguire la guerra civile, dove fu decorato con una seconda medaglia di bronzo al valor militare, poi, dopo un breve periodo di riposo, in Cina a seguito dell'invasione giapponese durante la seconda guerra sino-giapponese. Arrivato a Nanchino, dovette abbandonare la città a causa della battaglia che infuriava.
Morì il 13 dicembre 1937 lungo le rive del Fiume Azzurro, nella localita di Hohsien a sud ovest di Nanchino, a seguito delle gravi ferite riportate a bordo della cannoniera americana USS Panay, inviata a prelevare la comunità straniera presente in città alla vigilia del massacro, affondata dagli aerei giapponesi il 12 dicembre mentre Sandri si trovava a bordo come inviato speciale assieme a Luigi Barzini Jr. La sua salma, rientrata in Italia dopo un lungo viaggio a bordo del transatlantico Conte Verde nel gennaio 1938, fu successivamente sepolta nel cimitero di Bellagio dopo aver ricevuto i funerali solenni.
Il nome del piroscafo italiano Yung Kong, impiegato nei traffici commerciali sullo Yang-Tse da Shanghai, fu ribattezzato in Sandro Sandri su espresso volere del Capitano di vascello Alberto da Zara, all'epoca comandante dell’incrociatore Montecuccoli e presente a Shanghai, dopo aver richiesto e ottenuto le scuse ufficiali giapponesi per la morte del giornalista.
A Milano nel quartiere di Porta Nuova e a Roma nel quartiere Tiburtino ci sono strade dedicate a Sandro Sandri.

## Pubblicazioni
- Le avventure di Sergio Stranow, Catania, Edizioni E.S.T., 1929.
- Il generale Rodolfo Graziani, Milano, Bertarelli, 1933.
- Il principe Sahariano (S.A.R. Amedeo di Savoia-Aosta), Milano, Bertarelli, 1935.
- Sei mesi di guerra sul fronte somalo, Milano, Bertarelli, 1936.

### Annotazioni
1. ↑  Fu il primo a entrare nella città di Bilbao abbandonata dai repubblicani.

### Fonti
1. ↑   Numero quindici - SIGLA - Alfabeto friulano delle rimozioni - Arbitrario pellegrinaggio tra nomi e cognomi che il Friuli non deve dimenticare. A cura di Paolo Patui - Sulla sigla, voce fuori campo: S come Sandri Sandro - Sigla in dissolvenza (PDF), su paolopatui.it. URL consultato il 3 giugno 2019 (archiviato dall'url originale il 3 giugno 2019).
2. ↑   Registro: 1895, su antenati.cultura.gov.it, 30 maggio 2025.
3. 1 2 3 4 5 6  Paolo Patui
4. ↑   Sandro Sandri: inviato di guerra Un'ombra, anzi uno spirito DI LINO PELLEGRINI (PDF), su extramuros.it. URL consultato il 23 giugno 2021 (archiviato il 24 giugno 2021).
5. ↑   Anita la Bengasina (PDF), su airl.previewapps.com. URL consultato il 24 giugno 2021 (archiviato il 23 giugno 2021).
6. ↑   Anita Sandri, su idiariraccontano.org, 24 giugno 2021.
7. 1 2  Venturini 2010, p. 19.
8. ↑  Vercesi 2008, p. 199.
9. 1 2 3  Pini 2011, p. 42.
10. ↑   BOMBING OF THE GUNBOAT USS PANAY BY JAPANESE AIRCRAFT DURING RAPE OF NANKING 70722, su YouTube, 10 gennaio 1938. URL consultato il 24 giugno 2021.
11. ↑   I funerali del giornalista Sandro Sandri caduto in Cina. - Giornale Luce B1246, su YouTube, 02 febbraio 1938. URL consultato il 2 giugno 2019.
12. ↑  Gazzetta Ufficiale del Regno d'Italia n.103 del 1 maggio 1934, pag.2187.